# 沃隆
沃隆（法語：Volon，法語發音：[vɔlɔ̃]）是法国上索恩省的一个市镇，属于沃苏勒区。

## 地理
沃隆（47°37'23"N, 5°43'38"E）面积5.75 平方千米，位于法国勃艮第-弗朗什-孔泰大區上索恩省，该省份为法国东部内陆省份，北起顺时针与孚日省、贝尔福地区省、杜省、汝拉省、科多尔省和上马恩省接壤。
与沃隆接壤的市镇（或旧市镇、城区）包括：弗朗库尔、拉翁库尔、罗什和罗库尔。

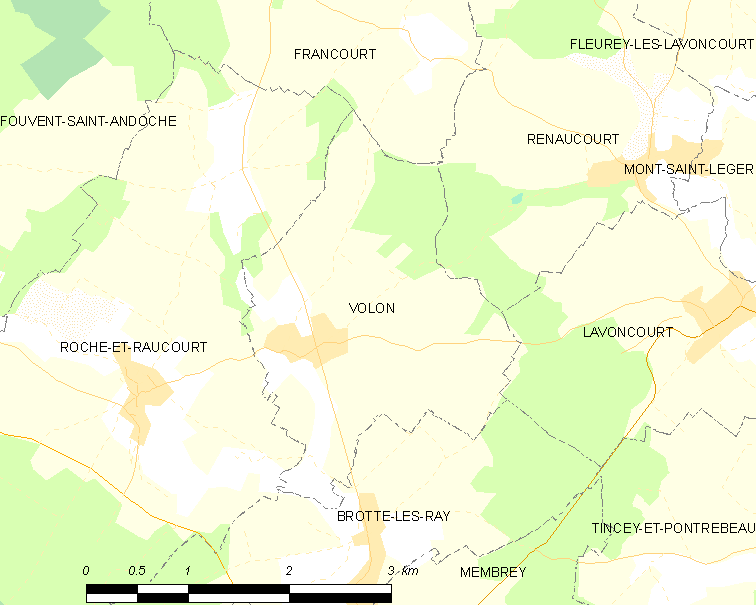
沃隆的OSM定位图

沃隆的时区为UTC+01:00、UTC+02:00（夏令时）。

## 行政
沃隆的邮政编码为70180，INSEE市镇编码为70574。

## 政治
沃隆所属的省级选区为萨隆河畔当皮埃尔县。

## 人口

1962-2008年间沃隆人口变化图示

沃隆于2022年1月1日时的人口数量为57人。